# ТЕС Шоштань
ТЕС Шоштань – теплова електростанція на півночі Словенії.

## Перші конденсаційні енергоблоки
У 1950-х роках на майданчику станції ввели два вугільні блоки з паровими турбінами потужністю по 25 МВт, а в 1960 їх доповнив блок №3 з показником 75 МВт. Всі вони мали обладнання швейцарських компаній – котли Sulzer, турбіни Escher Wyss та генератори Oerlikon. 
В 1972-му став до ладу блок №4 потужністю 275 МВт, який обладнали котлом Babcock-Benson та паровою турбіною компанії KWU. А в 1977-му додали блок №5 потужність 345 МВт, де встановили котел виробництва Sulzer та турбіну KWU. Як наслідок, загальний показник ТЕС досяг 745 МВт, при цьому всі енергоблоки працювали на вугіллі.
Блок №2 вивели з експлуатації в 2008-му, а через два роки закрили і блок №1. Блоки №3 та №4 припинили роботу в 2014-му та 2018-му відповідно, після запуску нового блоку №6.
Блок №5 збираються використовувати до 2030 року, після чого він має бути замінений теплофікаційним об’єктом на природному газі.

## Газотурбінні потужності
Вже у 21 столітті станцію посилили за рахунок маневрових потужностей, що працюють на природному газі. 2008 року були введені в експлуатацію дві газові турбіни (об'єкти PT 51 та PT 52) потужністю 42 МВт кожна. Їх енергетична ефективність становила 37 %, а завдяки ув'язці з технологічним циклом блоків № 4 і 5 стало можливим підвищити ефективність останніх з 30% до 33.6%. 
Необхідне для роботи PT 51 та PT 52 блакитне паливо надходить по відгалуженню від трубопроводу Рогатець – Любляна.

## Блок №6
Невдовзі після запуску газових турбін узялись за спорудження блоку № 6 потужністю 600 МВт. Паливом для нього все так же є місцевий лігніт з вугільної копальні Велен'є, проте цей об’єкт став першим в Європі вугільним енергоблоком з ультрасуперкритичними параметрами пари. Сучасне обладнання суттєво зменшило навантаження на довкілля, а енергетична ефективність нового об’єкта становить 43 %. 
У 2008 році контракт на спорудження блоку №6 отримала компанія Alstom. Його практична реалізація стикнулась з труднощами фінансового характеру: первісно вартість проекту не мала перевищувати 900 млн євро, проте поступово досягла 1,3 млрд. При цьому Європейський Інвестиційний Банк, якому поряд з Європейським Банком Реконструкції та Розвитку належала найбільша частка у фінансування проекту, своєчасно не отримав відповідних державних гарантій для збільшення розміру кредиту на спорудження блоку № 6. Втім, підрядник продовжував будівництво за графіком і осінню 2014 року він був під'єднаний до мережі та виведений на повну потужність.